# Torben Forsberg
Torben Forsberg (født 17. april 1964 i København) er en dansk filmfotograf.
Forsberg har i årene 1985 til 1995 arbejdet som mode- og interiørfotograf for flere magasiner, herunder IN Magazine og World of Interior. Fra 1989 til 1993 gik han på Den Danske Filmskole, hvorfra han blev uddannet filmfotograf.

## Filmografi

### Film
- Obduktionen (1991) - kortfilm
- Mifunes sidste sang (1999) − 2nd unit-fotograf
- På fremmed mark (2000) − 2nd unit-fotograf
- Ørkenens juvel (2001) − Fotograf
- Olsen-banden Junior (2001) − Fotograf
- Halalabad Blues (2002) − 2nd unit-fotograf
- Dommeren (2005) − Fotograf
- Far til fire - gi'r aldrig op (2005) − Fotograf
- Anja og Viktor - Brændende kærlighed (2007) − Fotograf
- Flammen og Citronen (2008) − Fotografassistent
- De Vilde Svaner (2009) − Fotograf

### Tv-serier
- Karrusel (1998)
- Rejseholdet (2000-04)
- Sommer (2008)